# Большая Московская улица (Санкт-Петербург)
Больша́я Моско́вская у́лица — улица в Центральном районе Санкт-Петербурга. Проходит от Владимирской площади до Разъезжей улицы. Далее продолжается улицей Правды.

## История
Первоначально — Офицерская улица (с 20 августа 1739 года). Включала современную улицу Правды. Название дано в связи с тем, что земли вдоль улицы были отданы под обер-офицерские дворы.

С 1766 года — Большая Офицерская улица.

С 1798 года — Большая Афицерская улица.

На планах 1804 и 1817 годов участок от Владимирской площади до Малой Московской улицы входила в состав Литейного проспекта.

В 1829 году выделилась Кабинетская улица.

С 1836 по 1846 год — 2-я Офицерская улица. Название дано для отличия от 1-й, 3-й, 4-й и 5-й Офицерских улиц.

Современное название дано 9 декабря 1857 года по Московской части, в которой проходила улица.

## Транспорт
Метрополитен: станция «Владимирская».
Улица продолжает улицу Правды, идущую до Разъезжей улицы. Является дублёром Загородного проспекта. Поток машин противоположен потоку Загородного проспекта и направлен в сторону Владимирской площади.

## Объекты
- Памятник Ф. М. Достоевскому
- Дом № 1/3 — В доме Петербургской ремесленной управы (арх. А. И. Ланге, 1858—1859 гг.) второй, третий и четвёртый этажи сдавались в наём. Известно, что здесь жили: П. П. Гарднер, полковник А. М. Мичурин с женой актрисой В. В. Самойловой, С. А. Ремезов (затем его сын Иван), семья В. П. Жданова, действительный тайный советник И. М. Сухомлинов с семьёй.
- Дом № 2/1 — наземный вестибюль станции метрополитена «Владимирская»; НИИ «Ленметрогипротранс»
- Дом № 6 — доходный дом Есауловой, 1853 г., арх. А. И. Ланге. В нём снимал квартиру и был арестован 7 (19) июля 1862 г Н. Г. Чернышевский.  781610563770006
- Дом № 10/1—3 — школа № 300
- Дом № 20 (Разъезжая улица, 12-14) — Дом бытового обслуживания, здание в стиле советского модернизма

Памятник Достоевскому
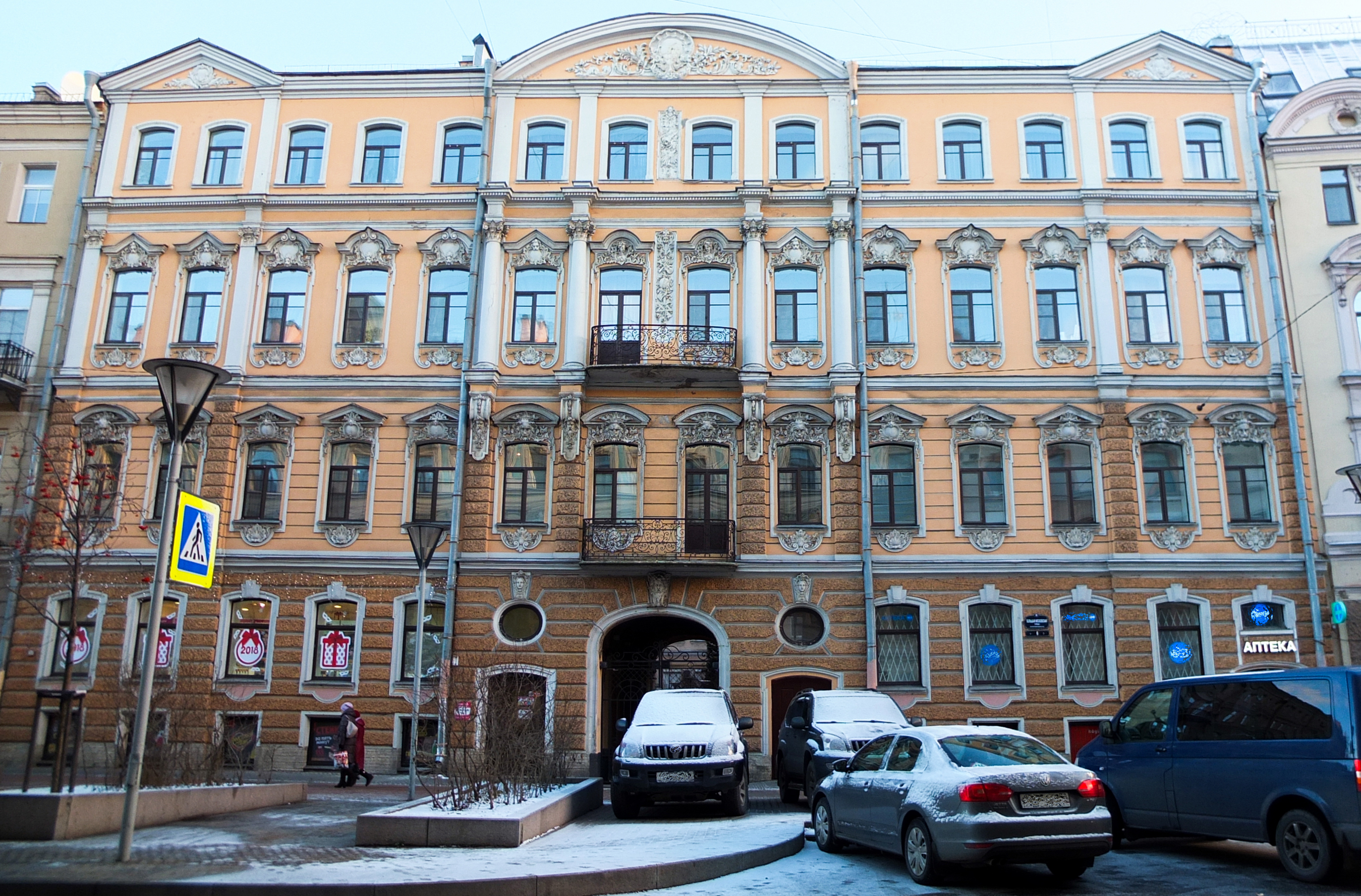
Доходный дом Есауловой
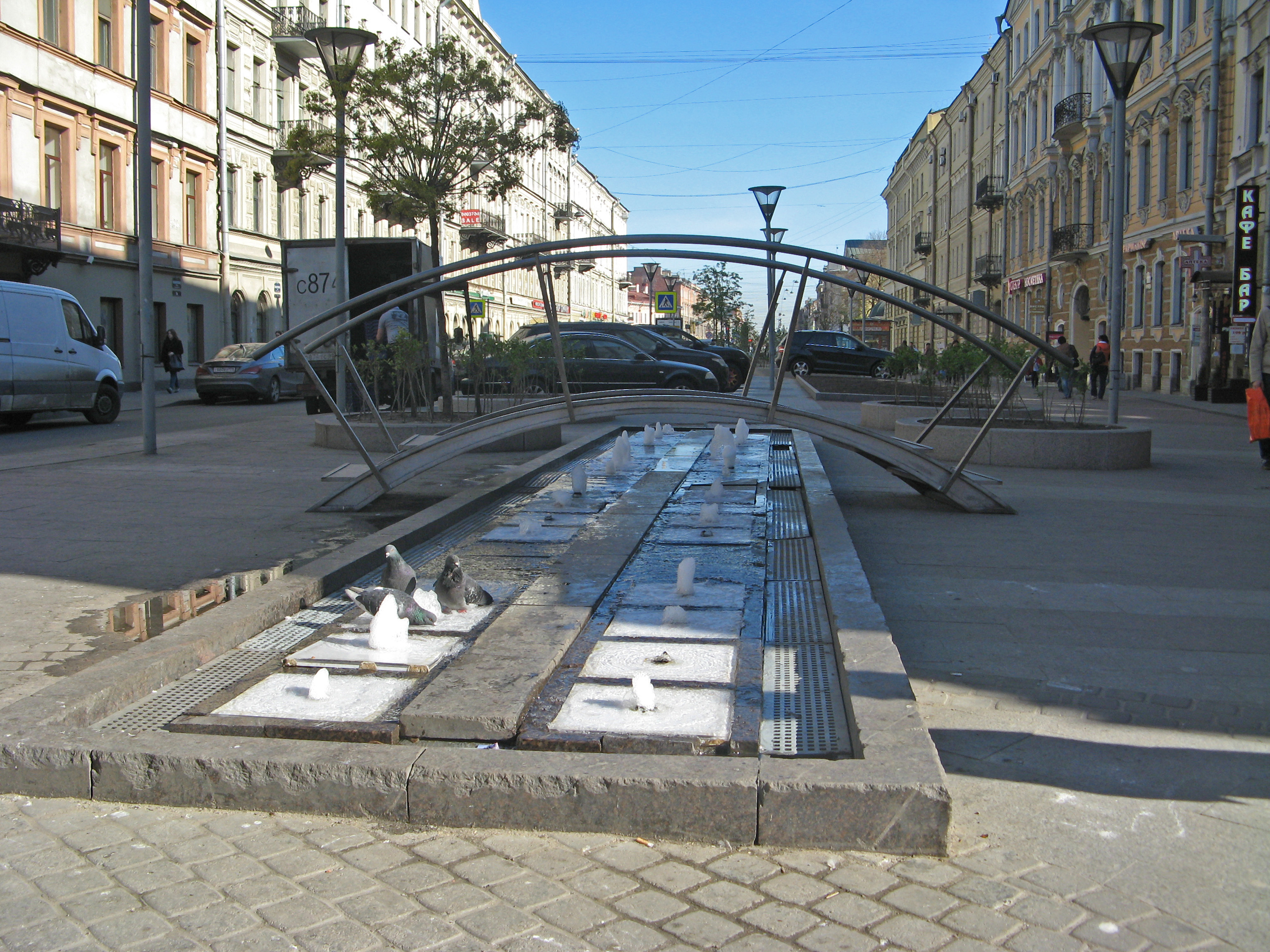
Большая Московская улица, фонтан